# Paso del Melogno
El paso del Melogno (en italiano: Colle del Melogno) es un puerto de montaña en Italia que alcanza una altitud de 1.027 m s. n. m. Se ubica en la cadena principal alpina y vincula Ceva y Calizzano con Magliolo y Finale Ligure, en la costa del Mar Ligur.